# Andriej Trietjakow
Andriej Fiodorowicz Trietjakow (ros. Андре́й Фёдорович Третьяко́в, ur. 19 sierpnia?/1 września 1905 we wsi Niżnije Dieriewieńki w obwodzie kurskim, zm. 22 maja 1966 w Moskwie) – radziecki polityk, minister ochrony zdrowia ZSRR (1953-1954).
Urodzony w rosyjskiej rodzinie chłopskiej, od 1917 pracował w gospodarstwie ojca, od 1922 sekretarz komitetu gminnego, od października 1926 członek WKP(b), 1929 ukończył studia na Wydziale Medycznym Uniwersytetu Państwowego w Woroneżu. Od września 1929 kierownik okręgowego wydziału zdrowia w Tambowie, od września 1930 kierownik rejonowego wydziału zdrowia w Obwodzie Centralno-Czarnoziemskim, od września 1933 kierownik miejskiego, a od lipca 1935 obwodowego wydziału zdrowia w Kursku. Od marca 1939 szef Głównego Zarządu Kurortów i Sanatoriów Ludowego Komisariatu Ochrony Zdrowia ZSRR, od lutego 1940 ludowy komisarz ochrony zdrowia RFSRR, od czerwca 1946 minister przemysłu medycznego ZSRR, od stycznia 1953 do maja 1954 minister ochrony zdrowia ZSRR, później szef Zarządu Ekspertyzy Lekarsko-Pracowniczej Ministerstwa Ubezpieczeń Społecznych RFSRR, od 1958 kandydat nauk medycznych, od września 1965 na emeryturze. Deputowany Rady Najwyższej RFSRR 2 kadencji. Pochowany na Cmentarzu Nowodziewiczym. Odznaczony dwoma Orderami Lenina i Orderem „Znak Honoru”.